# José María Valle Riestra
José María Valle Riestra (Lima, 9 de noviembre de 1858 - ibídem, 25 de enero de 1925) fue uno de los músicos y compositores más importantes de Perú.

## Biografía
Realizó estudios en Lima, Londres y París. En esta última, con André Gedalge, maestro del Conservatorio. 
Después de estudiar en Francia, regresó a Perú para empezar a componer la que sería su más famosa ópera, Ollanta, basada en el drama Ollantay y estrenada en 1900. En esta obra introdujo, en algunos momentos, motivos pentafónicos de la música incaica. 
Asimismo, fue autor de operetas, zarzuelas y poemas sinfónicos. Además, alternó sus labores en el sector público con la enseñanza privada de la música.

## Vida personal
José tuvo dos hijos, Carlos y Rosa. Rosa se hizo monja más tarde en su vida. Carlos llegó a Estados Unidos después de la Primera Guerra Mundial, en 1920. Había estado viviendo en Lima y viajó para buscar nuevas oportunidades. Allí se casó con Milena Pudilo, de nacionalidad checa, y se establecieron en California, donde aún viven descendientes de la familia.
José María Valle Riestra es sobrevivido por su nieto José "Frank" Valle Riestra y sus bisnietos Christopher, Cara y Jenna Valle Riestra.

## Obras
- Compendio de teoría musical para uso de las alumnas de la Academia Nacional y escuelas fiscales. Lima, T. Scheuch, ¿1900?.
- Compendio de teoría musical para uso de las alumnas de la Academia Nacional de Música y escuelas fiscales. Lima, Librería San Pedro, 1917.
- Ópera en tres actos Ollanta. Lima, Sanmartí y Cía., 1920 (Unas primera versión se estrenó en 1920. Otras ed. 1923, 1959, 1975, 1977-1979, 1981, 1983?, 2002. Muchas de estas ediciones contienen la versión piano solo de José M. Valle Riestra).
- Ópera en tres actos "Atahualpa";
- Pachacútec, el conquistador (fantasía incaica).
- Misa de Requiem escrita en memoria del general Juan A. Pezet (el Dies Irae" se editó en Lima, INC, en 1975).
- Elegía que compuso para el traslado de los restos de Miguel Grau y Francisco Bolognesi.
- Te Deum para solemnizar el centenario de Micaela Villegas.
- Diversas melodías para canto y piano.